# Xisadian
Xisadian (kinesiska: 西卅店) är en köping i östra Kina. Den ligger i Dingyuan härad i staden Chuzhou i provinsen Anhui, omkring 81 kilometer norr om provinshuvudstaden Hefei. Antalet invånare är 28947. Befolkningen består av 13 850 kvinnor och 15 097 män. Barn under 15 år utgör 18,0 %, vuxna 15-64 år 69 %, och äldre över 65 år 12,0 %.